# Élections sénatoriales de 1888 dans la Mayenne
Les élections sénatoriales en Mayenne ont lieu le 5 janvier 1888. Elles ont pour but d'élire les 2 sénateurs représentant le département au Sénat pour un mandat de neuf années.

## Mode de scrutin
Ces élections se déroule au scrutin indirect, majoritaire et plurinominal.
Il obéi à la loi du 10 décembre 1884, qui établit une relation entre la population des communes et leurs nombres de délégués, contrairement aux Lois constitutionnelles de 1875 qui n'en prévoyaient qu'un par commune, quelle que soit sa taille.
On assiste à une multiplication par 3 des délégués des communes .
Ne peuvent voter que : 
- de 1 à 24 délégués par commune, élus par chaque conseil municipal ;
- les conseillers généraux ;
- les conseillers d'arrondissements ;
- les députés du département ;
- les sénateurs sortants.

## Sénateurs sortants
| Sénateur | Sénateur               | Parti | Fonctions lors de l'élection en 188 |
| -------- | ---------------------- | ----- | ----------------------------------- |
|          | Étienne Duboys Fresney |       |                                     |
|          | Gustave Denis          |       |                                     |

## Présentation des candidats
| Sénateur | Sénateur             | Parti              | Fonctions lors de l'élection en 1888                           |
| -------- | -------------------- | ------------------ | -------------------------------------------------------------- |
|          | Gustave Denis        | Liste Républicaine | Propriétaire et directeur de la manufacture de Fontaine-Daniel |
|          | Charles Lecomte      | Liste Républicaine | Maire de Laval                                                 |
|          | Paul Bernard-Dutreil | Liste Royaliste    |                                                                |
|          | Paul Le Breton       | Liste Royaliste    |                                                                |

## Résultats
| Candidat et parti politique | Candidat et parti politique | Candidat et parti politique | Premier tour | Premier tour | Second tour | Second tour | Troisième tour | Troisième tour |
| Candidat et parti politique | Candidat et parti politique | Candidat et parti politique | Voix         | %            | Voix        | %           | Voix           | %              |
| --------------------------- | --------------------------- | --------------------------- | ------------ | ------------ | ----------- | ----------- | -------------- | -------------- |
|                             | Paul Le Breton              | Liste Royaliste             | 399          |              |             |             |                |                |
|                             | Paul Bernard-Dutreil        | Liste Royaliste             | 393          |              |             |             |                |                |
|                             | Gustave Denis               | Liste Républicaine          | 301          |              |             |             |                |                |
|                             | Charles Lecomte             | Liste Républicaine          | 280          |              |             |             |                |                |
|                             |                             |                             |              |              |             |             |                |                |
| Inscrits                    |                             |                             |              |              |             |             |                |                |
| Abstentions                 |                             |                             |              |              |             |             |                |                |
| Votants                     |                             |                             |              |              |             |             |                |                |
| Blancs et nuls              |                             |                             |              |              |             |             |                |                |
| Exprimés                    |                             |                             |              |              |             |             |                |                |